# Gesellschaft für Interkulturelle Germanistik
Die Gesellschaft für interkulturelle Germanistik (GiG) ist eine internationale Forschungsgemeinschaft von Germanisten, Deutschlehrern und Vertretern anderer Fächer und Berufe, die auf dem Gebiet der Vermittlung deutschsprachiger Kulturen tätig sind.

## Ziele
Ziel der GiG ist es, den interkulturellen Austausch zwischen ihren Mitgliedern und deren unterschiedliche kulturelle Ausgangspositionen als Bereicherung des wissenschaftlichen und pädagogischen Diskurses der Germanistik nutzbar zu machen. Grundlage dafür ist die Erkenntnis, dass die deutsche Sprache und Kultur sich, wie jede andere, in Kontakt und Abgrenzung zu anderen Kulturen entwickelt hat, und daher sowohl aus der Innen- wie auch aus der Außenperspektive betrachtet werden muss. Zudem will die GiG, angesichts der Tatsache, dass etwa 20 Millionen Menschen weltweit die deutsche Sprache erlernen, dieses Interesse theoretisch und praktisch in einen interkulturellen Zusammenhang einbetten. Ein weiterer Schwerpunkt ist die Nachwuchsförderung durch Veranstaltungen zur Fort- und Weiterbildung.

## Organisationsstruktur
1. Der Vorstand führt die laufenden Geschäfte und vertritt die GiG nach innen und außen.
2. Der erweiterte Vorstand ist für die Nachwuchsförderung zuständig und unterstützt den Vorstand bei der Planung und Durchführung von Veranstaltungen.
3. Der wissenschaftliche Beirat berät den Vorstand, speziell bei der Bewertung von Beiträgen zu geplanten Publikationen.
4. Die Mitgliederversammlung tagt mindestens alle vier Jahre, wählt den Vorstand, legt den Mitgliedsbeitrag fest und gibt Anregungen zu künftigen Veranstaltungen.

Derzeitige Präsidentin ist Gesine Lenore Schiewer. Ehrenmitglieder sind Ulrich Müller, Alois Wierlacher und Ernest Hess-Lüttich.

## Tagungen und Veröffentlichungen
Die GiG veranstaltete bisher folgende Tagungen:
- 1987 in Bayreuth
- 1991 in Straßburg
- 1994 in Düsseldorf
- 1996 in Istanbul
- 1998 in Kaprun
- 2002 in Salzburg
- 2005 in Jaipur
- 2006 in Wien
- 2007 in Tampere und Jyväskylä
- 2008 in Tel Aviv
- 2009 in Budapest
- 2009 in Istanbul
- 2010 in Göttingen
- 2010 in Kairo
- 2011 in Bangkok
- 2012 in Kyōto
- 2013 in Johannesburg
- 2014 in Limerick und Mumbai
- 2016 in Ústí nad Labem / Prag
- 2017 in Flensburg
- 2018 in Quida/Benin
- 2019 in Germersheim

Die Tagungen werden in Kongressbänden dokumentiert. Zudem erscheint seit 2010 halbjährlich die Zeitschrift für interkulturelle Germanistik (ZIG).

## Weblink
- Website der Gesellschaft. In: uni-bayreuth.de